# Explorer 54
Explorer 54, conocido como AE-D (Atmospheric Explorer D) fue un satélite artificial de la NASA dedicado a la investigación de la atmósfera. Fue lanzado el 6 de octubre de 1975 mediante un cohete Delta desde la Base Aérea de Vandenberg.

## Objetivos
El objetivo de Explorer 54 era estudiar la termosfera y la transferencia de energía en ella y los procesos que contralan esa transferencia, continuando la labor de Explorer 51.

## Características
Explorer 54 se estabilizaba mediante giro y llevaba instrumentos para medir la composición de iones positivos y partículas neutras, su densidad y temperatura. También era capaz de detectar resplandores atmosféricos, medir el espectro de energía de los fotoelectrones y medir el flujo de protones y electrones con energías por encima de 25 keV. 
El satélite dejó de funcionar el 29 de enero de 1976 por un fallo en sus células solares y reentró en la atmósfera el 12 de marzo de 1976.